# Державна авіаційна служба України
Держа́вна авіаці́йна слу́жба Украї́ни — центральний орган виконавчої влади України, утворений 9 грудня 2010 року шляхом реорганізації Міністерства транспорту та зв'язку України.
Державна авіаційна служба України як уповноважений орган з питань цивільної авіації реалізує державну політику і стратегію розвитку авіації України, здійснює державне регулювання діяльності в галузі цивільної авіації за такими напрямами:
1) здійснення комплексних заходів щодо забезпечення безпеки польотів, авіаційної, екологічної, економічної та інформаційної безпеки;
2) створення умов для розвитку авіаційної діяльності, повітряних перевезень та їх обслуговування, виконання авіаційних робіт та польотів авіації загального призначення;
3) організація використання повітряного простору України;
4) представництво України в міжнародних організаціях цивільної авіації та у міжнародних відносинах з питань цивільної авіації.
Кабінет Міністрів України спрямовує і координує діяльність цієї служби через Міністра інфраструктури України, але не оперативно, а через нормативні акти.
З 12 березня 2014 року по 27 червня 2015 року службу очолював Денис Антонюк.
4 вересня 2015 року Кабінет Міністрів України звільнив голову Державної авіаційної служби Дениса Антонюка. «На підставі даних розслідування, які потрапили до Міністерство інфраструктури України та Кабінету Міністрів України, сьогодні з моєї подачі Кабмін ухвалив рішення звільнити Антонюка з посади керівника Державіаслужби», — заявив Міністр інфраструктури України Пивоварський Андрій Миколайович. Він також зазначив, що з цього питання можуть бути судові розгляди, але висловив упевненість, що при ухваленні рішення Кабміном були дотримані всі необхідні норми законів.
11 вересня 2015 року суд обрав запобіжний захід у вигляді домашнього арешту для колишнього голови Державної авіаційної служби України Дениса Антонюка. Про це повідомила пресслужба Служби безпеки України. За матеріалами СБУ Генеральна прокуратура України повідомила йому про підозру за ч.2 ст.364 (зловживання владою або службовим становищем) Кримінального кодексу України. Антонюку інкримінується перешкоджання діяльності окремих авіаперевізників і підприємств з надання послуг у сфері авіації.
16 вересня 2015 року Кабінет Міністрів України звільнив заступника керівника Державної авіаційної служби України Миколу Мельниченка. В розпорядженні КМУ № 962-р від 16 вересня 2015 року вказано, що Мельниченка звільнено з посади за власним бажанням.
12 жовтня 2015 року Державна авіаційна служба України ухвалила рішення про повне припинення повітряного сполучення між Україною і Російською Федерацією з 25 жовтня 2015 року. Це рішення ухвалено у зв'язку з відсутністю відповіді Федерального агентства повітряного транспорту Російської Федерації (Росавіація) із поясненням причин обмеження польотів для українських авіакомпаній. Така міра буде застосована до всіх російських авіакомпаній та діятиме до скасування заборон, введених авіаційним керівництвом Російської Федерації щодо українських авіакомпаній.
Розпорядженням Кабінету Міністрів України від 23 березня 2016 року № 206-р Головою Державної авіаційної служби України призначено Більчука Олександра Васильовича.

## Виноски
1. ↑  Розподіл видатків Державного бюджету України на 2018 рік (документ .xls) [Архівовано 22 лютого 2018 у Wayback Machine.], лист "д3", рядок 442 — офіційний сайт Верховної Ради України
2. ↑  Розпорядження Кабінету Міністрів України від 23 березня 2016 року № 206-р «Про призначення Більчука О.В. Головою Державної авіаційної служби України».
3. ↑  Розпорядження Кабінету Міністрів України від 22 липня 2020 року № 911-р «Про призначення Коршука С.М. першим заступником Голови Державної авіаційної служби України».
4. ↑  Розпорядження Кабінету Міністрів України від 5 лютого 2020 року № 76-р «Про призначення Зелінського І.Л. заступником Голови Державної авіаційної служби України».
5. ↑  Розпорядження Кабінету Міністрів України від 22 вересня 2021 року № 1135-р «Про призначення Журавльова М.О. заступником Голови Державної авіаційної служби України з питань цифрового розвитку, цифрових трансформацій і цифровізації».
6. ↑  Указ Президента України від 9 грудня 2010 року № 1085/2010 «Про оптимізацію системи центральних органів виконавчої влади»
7. ↑  Міністр юстиції Олександр Лавринович: «Побачите самі, як зміняться адміністрація президента, РНБОУ, яка випаде доля центральним органам виконавчої влади…» [Архівовано 15 грудня 2010 у Wayback Machine.] Дзеркало тижня № 46 (826) 11 — 17 грудня 2010. Автори: Юлія Мостова, Сергій Рахманін
8. ↑  Саакашвілі прокоментував рішення Президента про відсторонення голови Державіаслужби [Архівовано 29 червня 2015 у Wayback Machine.], Аня Бондар 27 червня 2015, Преса України
9. ↑  Кабмін звільнив голову Державіаслужби Антонюка. ukranews.com. Українські Новини. 04.09.2015. Архів оригіналу за 5 жовтня 2015.
10. ↑  Суд відправив під домашній арешт екс-голову Державіаслужби Антонюка. ukranews.com. Українські новини. 11.09.2015. Архів оригіналу за 29 вересня 2015.
11. ↑  Кабмін звільнив заступника голови Державіаслужби Мельниченка. ukranews.com. Українські новини. 21.09.2015. Архів оригіналу за 29 вересня 2015.
12. ↑  Україна повністю припиняє повітряне сполучення з Росією. ukranews.com. Українські новини. 12 жовтня 2015. Архів оригіналу за 20 жовтня 2015.